# Port lotniczy Tajpej-Songshan
Port lotniczy Tajpej-Songshan (IATA: TSA, ICAO: RCSS) – port lotniczy położony w Songshan, w dzielnicy Tajpej, na Tajwanie.